# 林有厚
林 有厚（はやし ゆうこう、1930年（昭和5年）1月1日 - 2017年（平成29年）5月17日）は、広島県出身の実業家。株式会社東京ドーム社長などを務める。

## 経歴
1930年（昭和5年）1月1日広島県広島市牛田に生まれる。旧制修道中学校を経て新制修道高等学校を1948年（昭和23年）に卒業。修道中学校では日本画家の平山郁夫と同級生であった。また中3年生のとき宮島の兵器分廠で労働中に原爆に被爆。慶應義塾大学法学部を卒業後、1955年（昭和30年）に株式会社後楽園スタヂアム（現：株式会社東京ドーム）入社。その後、同社取締役、常務取締役、専務取締役、代表取締役副社長を経て、1996年（平成8年）株式会社東京ドーム代表取締役社長に就任。2009年（平成21年）代表取締役会長となる。
1996年（平成8年）から2015年（平成27年）まで日本ボクシングコミッションのコミッショナーを務め、2008年（平成20年）には東洋太平洋ボクシング連盟会長に就任。